# Mike Feyder
Mike Feyder (* 5. Februar 1975 in Differdingen) ist ein luxemburgischer Basketballtrainer und ehemaliger -spieler.

## Werdegang

### Spieler
Feyder spielte in den 1990er Jahren beim BBC Sparta Bertrange. Nachdem er in der Saison 1998/99 in der luxemburgischen Liga im Durchschnitt 27,4 Punkte je Begegnung erzielt hatte, wechselte der Flügelspieler 1999 für eine Spielzeit zu RBC Verviers-Pepinster ins Nachbarland Belgien.
Anschließend ging Feyder nach Luxemburg zurück und verstärkte die Amis du Basket-Ball Contern (AB Contern). Mit der Mannschaft wurde er 2001 und 2004 luxemburgischer Meister. Zum Titelgewinn in der Saison 2000/01 trug er im Durchschnitt 20 Punkte je Begegnung bei.
Im Spieljahr 2003/04 war er ebenfalls ein Leistungsträger von Conterns Meisteraufgebot. Feyder kam im Saisonverlauf auf einen Wert von 22,8 Punkten je Begegnung und wurde in dieser Saison vom Fachmedium Eurobasket.com als bester Spieler der Liga ausgezeichnet. Im letzten Meisterschaftsspiel im Mai 2004 erzielte er trotz einer Knieverletzung 19 Punkte und war damit der beste Korbschütze seiner Mannschaft vor Ryan DeMichael. Nach der Meisterschaft 2004 beendete der für seine Treffsicherheit beim Fernwurf bekannte Feyder seine Spielerlaufbahn.
Sowohl mit Bertrange als auch mit Contern trat er auch im Europapokalwettbewerb Korać-Cup an. 1995 wurde Feyder mit Luxemburgs Nationalmannschaft Zweiter der Europameisterschaft der kleinen Staaten.

### Trainer
Nach dem Ende seiner Spielerlaufbahn war Feyder jahrelang nicht im Basketballsport tätig, ehe er Traineraufgaben im Nachwuchsbereich des BBC Sparta Bertrange übernahm. Im November 2021 trat er das Traineramt bei den Frauen des BBC Sparta an.